# Організація українських націоналістів
Організа́ція украї́нських націоналі́стів (ОУН)— український громадсько-політичний рух, що ставить собі за мету встановлення Української соборної самостійної держави, її збереження та розвиток. Основним регіоном діяльності ОУН були Східна Галичина та Волинь, а її керівна структура тут іменувалася «Крайова Екзекутива ОУН на західно-українських землях».
Визначивши себе як рух, а не як партія, ОУН засуджувала всі легальні українські партії Галичини як колабораціоністські. Заснована 3 лютого (за іншими джерелами 2 лютого)  1929 року у Відні, легалізована в Україні 1993-го як громадська організація.

Перший Конґрес Українських Націоналістів у Відні, 1929 рік. Сидять зліва направо 1 ряд: Юліан Вассиян, Дмитро Андрієвський, Микола Капустянський, Євген Коновалець, Микола Сціборський, Яків Моралевич, Володимир Мартинець, Микола Вікул. Стоять зліва направо 2 ряд: Іван Малько, Осип Бойдуник, Максим Загривний, Євген Зиблікевич, Петро Кожевників, Дмитро Демчук, Леонід Костарів, Олесь Бабій, Ріко Ярий, Михайло Антоненко, Зенон Пеленський. Стоять зліва направо 3 ряд: Юрій Руденко, Ярослав Барановський, Степан Охримович, Степан Ленкавський, Андрій Федина, Ярослав Герасимович, Теофіл Пасічник-Тарнавський, Олександр Згорлякевич

ОУН виникла внаслідок об'єднання Української військової організації (УВО) та студентських націоналістичних спілок.
ОУН виникла як підпільна організація, та незабаром стала порівняно потужною силою. Попри репресії, чисельність ОУН завжди досягала не менше 10-30 тисяч членів. Організація використовувала підпільну діяльність, тероризм і політичні вбивства для опору спочатку польській, а потім радянській окупаційній владі. В умовах, коли після радянської анексії західноукраїнських земель усі інші політичні сили були розгромлені, саме ОУН збереглася і продовжувала боротьбу значної частини українського населення за незалежність (підпільна збройна боротьба до 1950-х років і беззбройний рух у пізніший період).
10 лютого 1940 року ОУН розділилася на дві частини, коли частина членів ОУН (переважно вихідців із західноукраїнських земель які були під окупацією Польщі) обрала Революційний Провід ОУН, а на скликаному ними 1-4 квітня 1941 року «Великому зборі у Кракові» обрали своїм очільником Степана Бандеру і проголосила окрему Організацію українських націоналістів (революційну), тоді як інша частина членів ОУН (які знаходились як в еміграції так і на решті українських етнографічних землях) відмовились визнавати рішення прихильників Степана Бандери і далі продовжували підтримувати первинну ОУН під проводом Голови ПУН полковника Андрія Мельника — в майбутньому деякими істориками використовувався термін ОУН мельниківська.
2013 року ОУН і ОУН(б) оприлюднили спільну заяву про бажання «консолідувати український націоналістичний рух і передусім відновити єдність ОУН», яку підписали голова ОУН (б) Стефан Романів й голова ОУН Богдан Червак.
9 квітня 2015 року Верховна Рада України ухвалила закон «Про правовий статус та вшанування пам'яті борців за незалежність України у ХХ столітті» авторства Юрія Шухевича, в якому вказано перелік організацій, які визнаються таким, що боролись за незалежність України, серед них є й ОУН.

## Історія

### Становлення
ОУН виникла внаслідок об'єднання Української військової організації (УВО) та студентських націоналістичних спілок:
- Групи української національної молоді;
- Легії українських націоналістів;
- Союзу української націоналістичної молоді[6].

Головною метою ОУН було встановлення незалежної соборної національної держави на всій українській етнічній території.
Ця мета мала досягатися через національну революцію та встановлення диктатури.
Економіка держави планувалася як поєднання приватної, націоналізованої та кооперативної форм власності. ОУН відкидала будь-який партійний чи класовий поділ та представляла себе як домінантну силу українського суспільного життя як вдома, так і за кордоном.
Звинувачуючи соціалістичний та ліберальний табори в поразці Української Народної Республіки 1917–20, ОУН наголошувала на важливості формування сильної політичної еліти, національної солідарності та опори на «свої сили».
Найбільшу активність націоналісти розгорнули на території Західної України. Однак структури ОУН діяли і в еміграції. Було сформовано 5 закордонних теренів ОУН — балтійський (Литва), центральноєвропейський (Німеччина, Чехословаччина, Австрія), балканський (Югославія, Болгарія), романський (Бельгія, Велике князівство Люксембург, Франція, Італія, Швейцарія), північноамериканський (США, Канада). З 2-ї половини 1930-х рр. осередок ОУН створено на Далекому Сході — у Маньчжурії. Найважливішими в діяльності ОУН за кордоном були структури в Чехословаччині, Австрії, Італії, Литві, США, Швейцарії, місті Данциг (нині м. Гданськ, Польща).

### Ідеологія
Згідно з визначенням Інституту історії України НАН України, ОУН була «праворадикальним рухом», орієнтованим на створення національної держави з «ультраправим» політичним режимом. Для ідеологічного обґрунтування своєї діяльності ОУН спочатку, у 30-ті роки використовувала ідеологію націоналізму Дмитра Донцова, основні положення якої він виклав у праці «Націоналізм». З точки зору Олександра Зайцева після розколу і початку війни, мельниківська ОУН відійшла повністю у своїй філософії від т. зв. «інтегрального націоналізму»; натомість ОУН (б) свою ідеологію та політичну практику будувала на тоталітарних засадах. Проте саме в ОУН(б) рішення приймались не одноосібно, а колегіально, змінювались очільники організації, оновлювались ідеологічні і практичні настанови. 
Сучасні прихильники українського націоналізму визнають спорідненість ідеології та практики ОУН з тоталітарною та авторитарною ідеологією та практикою тогочасних подібних політичних рухів в Європі. Як зазначає сучасний український дослідник Георгій Касьянов, в західній науковій літературі для характеристики ідеології і політичної практики ОУН кінця 1920-х — 1930-х років найчастіше використовують поняття «інтегральний націоналізм», ставлячи ОУН на початковому етапі її діяльності в один ряд з іншими європейськими ультраправими рухами першої третини XX століття. Самі ідеологи ОУН іменували свою ідеологію «організованим націоналізмом».
В ході Другої світової війни, коли ОУН, на II Великому зборі ОУН під впливом політичних реалій, змушена переглянути базові ідейні та політичні установки передвоєнного періоду і відійти від ультраправої риторики, їх розбіжності з «діяльним націоналізмом» Дмитра Донцова стали очевидними. Частина соратників Степана Бандери (Лев Ребет, Микола Лебідь) почали дозрівати до сприйняття ліволіберальних європейських цінностей і після війни фактично розкололи вже бандерівську фракцію ОУН, Бандера ж до кінця життя залишався інтегральним націоналістом. III Надзвичайний Великий Збір ОУН(б) (серпень 1943 р.) в своїх програмних установках проігнорував зауваження, що висловлювалися Донцовим. У другій половині 1940-х і в 1950-і роки Донцов неодноразово піддавав жорсткій критиці як ці рішення, так і праці підпільних публіцистів ОУН(б), що призвело до відповідного осуду Донцова з боку Проводу ОУН на українських землях. Незважаючи на те, що Дмитро Донцов заклав концептуальні основи українського націоналізму, членом ОУН він ніколи не був, і безпосередньо ідеологію ОУН розробляли інші люди. Варто також зазначити, що ані Євген Коновалець, ані його «спадкоємці», Андрій Мельник і Степан Бандера, великими ідеологами не були і яких-небудь значних ідеологічних робіт після себе не залишили. Бандера свої основні роботи написав уже після війни.
Комунізм оцінювався українським націоналізмом як антигромадський рух. Для ідеолога ОУН Миколи Сціборського «абсолютна рівність» була «абсолютним злом», оскільки вона не враховувала «якісну» різницю людей. Сталінізм став «залишком неактуальної вже комуністичної догми, повністю підпорядкованої тактиці вимушених компромісів». Сталінський комунізм обернувся не диктатурою пролетаріату, а диктатурою партії, що стало «логічним результатом примітивної програми комунізму». Компартія постала «еманацією московського духу і московської психологічної стихії з усіма прикметами їх негативності, примітивності і самозапереченням», а СРСР — це «прояв оновленої московської великодержавності». Саме тому СРСР проводить імперіалістичну політику по відношенню до підлеглих народів, прикриваючись гаслами інтернаціоналізму.

### Боротьба з польським режимом
Сучасні українські історики відзначають, що «ОУН сприймала терор і насильство як політичний інструмент проти зовнішніх та внутрішніх ворогів». Крайовий Провід ОУН тлумачив терор як засіб, що мав призвести до загального антипольського повстання. Терористичні акти разом з відповідними діями польської влади мали довести українське населення до стану постійного революційного кипіння, щоб у слушний момент взятися за зброю і стати до остаточної розправи з ворогом.
За даними сучасних українських істориків, «ОУН здійснила в Галичині й на Волині сотні акцій саботажу, включно із підпалами маєтків польських землевласників, бойкотів державних шкіл та польської тютюнової й горілчаної монополії, десятки експропріаційних нападів на урядові установи з метою здобуття капіталів для своєї діяльності, а також більше 60 вбивств».
Терор ОУН спрямований не тільки проти зовнішнього, але й проти внутрішнього ворога, у першу чергу — проти угодовців, які виступали за нормалізацію (з точки зору поляків) стосунків з польським урядом. За підрахунками історика Я. Грицака «всього націоналістичне підпілля провело 63 замахи. Їхніми жертвами стали 25 поляків, один росіянин і один єврей; більшість — 36 — були українцями (з них один комуніст!)». Найвизначнішими жертвами терористичних актів ОУН стали польські чиновники Тадеуш Голувко та Броніслав Перацький (особисто відповідальний за т. зв. пацифікацію, що призвела до масових арештів та знущань над українцями), чиновник радянського консулату Олексій Майлов (вбитий у помсту за Голодомор 1932–33 в УСРР) та колишній сотник УГА, директор Української академічної гімназії у Львові Іван Бабій, звинувачений у співпраці з поляками.
Поляки використали національно-визвольну діяльність ОУН як привід для посилення політики національно-релігійного терору проти українців. Його кульмінацією стала так звана «пацифікація» 1930 року. Підозра у приналежності до ОУН часто ставала мотивом до ув'язнення будь-якого українця терміном до 5 років (спеціально для цього було відкрито концтабір «Береза Картузька»). З точки зору Я. Грицака, у скрутне становище потрапили партії леґального сектора і українське політичне життя опинилося перед загрозою бути повністю загнаним у підпілля. Проте вибори в Польщі проводились поліцією за схемою «вибори без голосування» без жодних шансів отримання мандатів українцями, хоча для знущання іноді пропускали засланого зрадника чи якогось зовсім неадекватного.
Напередодні замаху на Броніслава Перацького польська поліція затримала Степана Бандеру, а гестапо видала полякам Миколу Лебедя, який здійснював технічну підготовку замаху на міністра, а після вбивства намагався переховатися в Німеччині. Від 18 листопада 1935 до 13 січня 1936 у Варшаві тривав відкритий процес над Степаном Бандерою і 11-ма його товаришами. Оунівці використали публічність суду для пропагування своєї боротьби. Процес завершився оголошенням смертного вироку С. Бандері, М. Лебедю та Ярославу Карпинцю. Після Варшавського процесу 1935—1936 Бандеру і 22-х його соратників судили на Львівському процесі ОУН (25 травня — 26 червня 1936). Згодом Президент Польщі Ігнацій Мосцицький замінив смертні вироки на довічне ув'язнення.
1935 року розпочалась місія ОУН з відновлення Української Далекосхідної Республіки. Оунівці домовилися з новою японською владою в Маньчжурії про створення Української національної колонії Харбін. В 1937 році у Харбін направлено декілька діячів ОУН, де на основі місцевих пластунських організацій сформований батальйон «Далекосхідна Січ», що мав на меті звільнити територію Зеленого Клину від радянсько-російської окупації та відновити державність Української Далекосхідної Республіки. Українська національна колонія навіть підготувала склад уряду, який мав стати на чолі відродженої держави. Також були підготовлені спеціальні агенти, які мали таємно перейти радянсько-маньчжурський кордон та підняти на повстання українців в окупованому СРСР Зеленому Клині.
1938 — після утворення у Чехословаччині української автономії на території сучасного Закарпаття ОУН охопила своїми впливами її політичне, економічне, культурне життя. ОУН створила в краї воєнізоване формування «Карпатська Січ» — фактично прообраз збройних сил автономії. У лютому 1939 р. на виборах до Сойму Карпатської України перемогла коаліція самостійницьких сил, яку підтримувала ОУН. 15 березня 1939 року проголошено державну незалежність Карпатської України, після чого (за потурання Німеччини) на її терен увійшли угорські війська. «Карпатська Січ» вела боротьбу з окупантами, проте сили були нерівними і новостворену державу було ліквідовано.
Події в Карпатській Україні активізували діяльність ОУН у Польщі. Від 15 вересня 1938 до 12 квітня 1939 оунівці організували 456 масових демонстрацій і мітингів, здійснили 52 саботажних та 55 бойових актів. Реакцією поліції стали масові арешти. Серед ув'язнених у лютому–квітні 1939 було 80 керівників ОУН західноукраїнських земель, у тому числі й Лев Ребет. Новим крайовим провідником обрали Мирослава Тураша («Граб», «Грабовський»). У травні 1939 М. Тураш вирушив до Праги на переговори з Проводом українських націоналістів щодо внутрішньоорганізаційних розбіжностей, але дорогою назад загинув під час нелегального переходу польського кордону. Після смерті М. Тураша крайову екзекутиву очолив Володимир Тимчій («Лопатинський»). У липні 1939, очікуючи наближення війни між Німеччиною та Польщею, він розпочав формування повстанських відділів. Члени ОУН пройшли прискорену військову підготовку в конспіративних таборах (вишкіл пройшли 967 осіб).

### Розкол ОУН

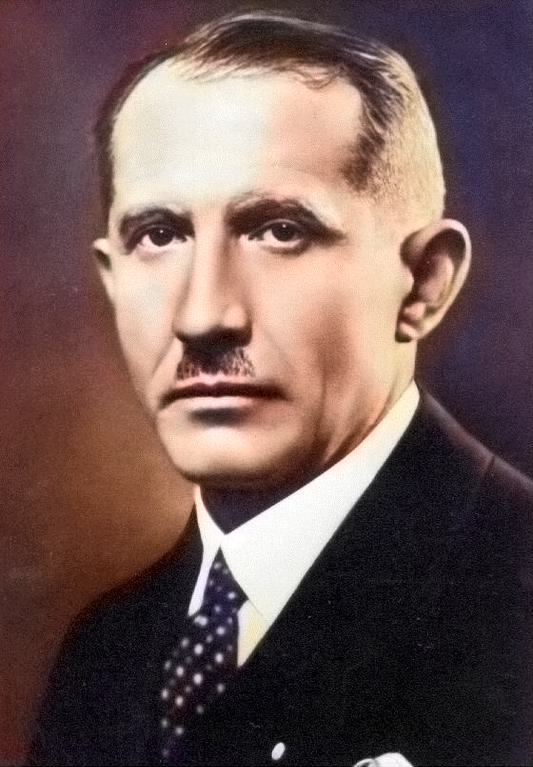
Євген Коновалець

Сталінський режим був стурбований наростанням активності ОУН і організував убивство лідера організації Євгена Коновальця в Роттердамі у 1938.
Після смерті Євгена Коновальця Провід українських націоналістів (ПУН) очолив полковник Андрій Мельник. 27 серпня 1939 р. в Римі відбувся Другий Великий Збір Українських Націоналістів, на який А. Мельник запросив 18 осіб, які прийняли новий «Устрій ОУН», офіційно затвердили Андрія Мельника на посаді Голови ПУН і надали йому титул «вождя», проголосивши його відповідальним лише «перед Богом, нацією і своїм власним сумлінням».
Смерть Коновальця призвела спочатку до кризи, а згодом до розколу ОУН. Вона викрила фундаментальні розбіжності між членами ОУН у Західній Україні та членами Проводу українських націоналістів, які жили за кордоном. Краєві кадри прагнули відстоювати національні ідеї та методи під сильним впливом ідей Дмитра Донцова. Мельниківські провідники ОУН хоча і не цурались ідеї суверенності, дотримувались авторитаристського статуту прийняттям рішень вождем (§3) і навіть на вітання «Слава Україні!» користувались відгуком «Вождеві Слава!» на противагу бандерівському «Героям слава!». Натомість бандерівське крило дотримувалось за своїм статутом колегіального голосування при прийнятті рішень, попри всі труднощі організації підпільних зборів Проводу.
Група молодих націоналістів на чолі зі Степаном Бандерою, яка після окупації Польщі Німеччиною повернулася з тюрем, не визнали «ІІ Великого Збору». У січні 1940 року Мельник та Бандера зустрілися у Римі. Бандера домагався від ПУН зміни тактики ОУН, а також усунення з ПУН кількох дискредитованих його членів (Ярослава Барановського, Омеляна Сеника та Сидора Чучмана). Як зазначає американський історик Джон Армстронг, прихильники Бандери стверджували, що Мельнику було запропоновано перенести штаб ОУН в нейтральну країну і налагодити співпрацю із Великою Британією та Францією, з метою формування легіону з українців, які перебували у цих державах для допомоги Фінляндії, яка тоді знаходилась в стані війни з СРСР, але на це Мельник відповів відмовою. Переговори в Римі не привели до врегулювання розбіжностей. Більш того, підозри в зраді, що раніше належали до найближчого оточення Мельника, тепер торкнулися і його самого. Конфлікт набрав гострих форм і призвів до розколу. Група на чолі з Бандерою в лютому 1940 року у Кракові утворила т. зв. «Революційний Провід ОУН» й обрали собі назву ОУН(б) (пізніше — ОУН(сд), ОУН(р)), а в квітні 1941 р. провели II-й Великий збір ОУН(б).
Членів цієї організації стали називати «бандерівцями», членів же ОУН  — далі називали «оунівцями» або «мельниківцями» (через абревіатуру ОУН(м).
Із листа Степана Бандери до Андрія Мельника 10 серпня 1940 року:
|  | 10 лютого ми покинули слова, а взялися за діло. Висунений революційний Провід ОУН на ініціативній нараді відвернувся від кліки в ПУНі та її починів і сам зачав кермувати найістотнішими частинами й галузями діяльності ОУН. Не мали ми тоді нічого того, що дає позиція офіційного Проводу, ані такої свободи в наших руках, ані тої зовнішньої позиції, що її завдяки боротьбі впродовж довгих років здобула собі ОУН, а змогу користуватися нею мав передусім офіційний Провід. Зате ми мали на своєму боці правду, чисту справу, віру і незламне рішення довести справу до успішного кінця. А передусім між нами були тільки люди чину й ми мали повне довір'я членських кадрів. |

27 вересня 1940 року Бандеру націоналістами формально виключено з ОУН. Після розколу бандерівці становили в Галичині 80 % від загального числа оунівців, на Волині — 60 %, тоді як в Буковині переважали мельниківці. Боротьба між прихильниками ОУН(б) і ОУН(м) була не просто організаційною або ідеологічною. За деякими даними з моменту розколу до червня 1941 року загинуло в зіткненнях 400 мельниківців і 200 бандерівців. Часто ці сутички майстерно провокували спецслужби Третього Рейху і СРСР.
Причину розколу ОУН «мельниківці» пояснюють особистими амбіціями «бандерівців» та прагненням до влади всередині ОУН. Бандерівці ж, виправдовуючи свої розкольницькі дії, у свою чергу звинувачували мельниківців у всіх смертних гріхах (нехтуванні українськими інтересами і колабораційній концепції співпраці з гітлерівською Німеччиною, гітлерівським урядом і гестапо тощо). Це бачення подає історик ОУН(б) Петро Мірчук, який стверджував, що згідно з Ярославом Барановським, який мав надзвичайний вплив на Андрія Мельника в часи розколу ОУН, ця політика узагальнювалась як «підкоритись волі Гітлера і щирою співпрацею заслужити в Гітлера створення Української Держави».
Розбіжності між бандерівцями і мельниківцями в момент розколу не мали ідеологічного характеру. Тим більше не існувало тоді між ними різниці в поглядах на те, якою має бути політика України стосовно національних меншин, що являє собою українська нація і т. д. Головний ідеолог ОУН(б) Степан Ленкавський стверджував, що між бандерівцями і мельниківцями не існує ідеологічних відмінностей, а є лише розбіжності в тактиці, а також проблема особистих відносин між командирами.
Після розколу між ОУН(б) і ОУН(м) існували деякі розбіжності і з приводу територіальної політики на Далекому Сході. Так, якщо бандерівці хотіли створити незалежну національну українську державу в Зеленому Клину, то мельниківці планували повернути українців з Зеленого Клину та інших частин Росії на землі майбутньої української держави для того, щоб звільнити Далекосхідні землі для японської колонізації. Українців з Зеленого Клину і Сибіру планувалося розселити в Новоросії, Кавказі та Нижній Волзі, землях, які мельниківці хотіли отримати за допомогою німців.

### Друга світова війна
Обидві частини ОУН — ОУН(м) і ОУН(р) сподівалися використати неминучий конфлікт між Німеччиною та СРСР для встановлення незалежної української держави шляхом союзу з націонал-соціалістичною Німеччиною. Передача Адольфом Гітлером Карпатської України угорцям у 1939 році, в той час, коли була проголошено її незалежність, викликала кризу у відносинах з Німеччиною, але вони не покидали думку про співпрацю і паралельно посилали похідні групи в Україну. Чисельність бандерівських груп становила близько 5000 осіб, мельниківських — 1,6 тисячі осіб, однак у процесі роботи відбувався перетік активу від других до перших. Бандерівці створили три групи: Північну на чолі з Миколою Климишиним, центральну на чолі з Миколою Лемиком і південну, головою якої став Зиновій Матла.
Загальне керівництво похідними групами здійснював Дмитро Мирон («Орлик»). Доля цих груп була різною. Північна і центральна група були переважно розгромлені СД і гестапо з початком осінніх німецьких репресій проти бандерівців. Велику частину їх лідерів арештували, частині вдалося піти в підпілля і почати створювати мережі ОУН по всій Україні. Південна група стала більш успішною. Їй вдалося досягти Одеси та створити там сильну базу ОУН. Крім цих трьох груп була невелика спеціальна похідна група, на чолі з Ярославом Стецьком, другою після Бандери людиною в ОУН(б). У завдання цієї групи входило проголошення створення Незалежної Української держави після прибуття групи до Львова.
30 червня 1941 року ОУН(р) у Львові проголосила Акт відновлення Української Держави, негативно сприйнятий німцями і мельниківцями. Бандеру та ряд його соратників заарештувало гестапо. Бандера постав перед берлінськими чинами, де від нього зажадали публічного скасування «Акту відродження». Не добившись згоди, Бандеру помістили до в'язниці, а на початку 1942 року — в концтабір Заксенхаузен, де він утримувався до 27 серпня (за іншими джерелами — до 28 вересня або грудня) 1944 року. І після звільнення він категорично не пішов на співпрацю і відмовився зробити ОУН союзником Рейху у війні проти СРСР.
Як свідчать німецькі документи, після лояльного ставлення та певної співпраці ОУН з абвером у початковий період Другої світової війни, у серпні-вересні 1941 року ситуація кардинально змінилася. За таємним наказом голови РСХА Рейгарда Гейдріха пройшла перша хвиля масових арештів членів ОУН(б). Було заарештовано 1500 чоловік, з них кілька сотень на Волині. До листопада 1941 відносини ОУН (б) і Німеччини загострилися на стільки, що 25 листопада 1941 вийшла секретна директива німецької поліції «014-USSR», в якій вказувалося, що бандерівці готують повстання в рейхскомісаріаті, і що всі вони повинні бути затримані, допитані, і ліквідовані як мародери.
У вересні — на початку жовтня 1941 в с. Збоїськах на околиці Львова відбулася конференція ОУН(р). Її делегатами стали лідери Організації, котрі тоді ще перебували на свободі — Микола Лебідь, Мирослав Прокоп, Дмитро Мирон-Орлик, Іван Климів, І. Павлик, І. Ребак, Василь Кук, Михайло Степаняк. Конференція вирішила працювати у двох рівноцінних напрямках: користуватися усіма нагодами легальної роботи в культурних, політичних, адміністративних структурах окупаційної влади і одночасно перевести основну частину організаційних кадрів на нелегальне становище, готуючись таким чином до тривалої боротьби з Третім рейхом.
Навесні 1942 року відбулася II Конференція ОУН (б). У ній брали участь Микола Лебедь, Дмитро Мирон, Іван Климів, Василь Кук, Ярослав Старух, Зиновій Матла, Турчмановіч — «Кречет», Дмитро Маївський, Михайло Степаняк і Дмитро Клячківський. Івана Климіва звинуватили в тому, що він, керуючись особистими амбіціями, веде розкольницьку діяльність, і зняли з посади провідника ОУН на ЗУЗ (Галичина). Його місце зайняв Степаняк. Клячківський став провідником на ПЗУЗ (Північно-західні українські землі, тобто Волинь і Полісся), Василь Кук — провідником на ПВУЗ (Південно-східні українські землі). Дмитро Маївский став референтом з пропаганди, Дмитро Грицай — військовим референтом, Микола Арсенич — главою СБ ОУН, Роман Кравчук — організаційним референтом, М. Прокоп і З. Матла увійшли до складу Проводу. Всі вони надалі відіграли значну роль у діяльності ОУН. На конференції прийняли політичні постанови, що визначили політичні пріоритети ОУН. ОУН проголосила, що в своїй діяльності буде виходити з положень Акту від 30 червня.
Похідна група ОУН(м), яка досягнула у вересні 1941 року Києва, налагодила випуск газети «Українське Слово», функціонування Спілки українських письменників, низки інших громадських установ, сформувала Українську Національну Раду (УНРаду) у Києві (на чолі з Миколою Величківським), що складалася переважно зі східних українців. Членів київської УНРади заарештовано у грудні 1941 року, й більше 40 з них, включно з Оленою Телігою, були знищені нацистами. У 1941—1943 роках в Києві розстріляно 621 члена ОУН (м). Арешти і переслідування членів ОУН(м) тривали весь час німецької окупації. Після заборони діяльності УНРади у Києві, її представники підписали акт злуки з Національною Радою у Львові, до цього акту долучився Сейм Карпатської України, таким чином навесні 1944 р. постала Всеукраїнська Національна Рада.
У 1943 році члени ОУН (м) взяли участь у формуванні 14-й гренадерської дивізії СС «Галичина». Основний кістяк дивізії СС «Галичина» знищений радянськими військами в 1944 році під містом Броди.
Андрія Мельника тримали під домашнім арештом у Берліні з 9 липня 1941 до січня 1944 року, коли разом з іншими заарештованими головними діячами ОУН(м) його відправили у концентраційний табір Заксенгаузен (там уже понад 2 роки був С.Бандера). Головою ОУН(м) на час арешту Мельника став Олег Ольжич, якого також заарештували 25 травня 1944 року і відправили до Заксенгаузена, де він і загинув.
Антигітлерівський рух Опору розпочався з формуванням у серпні 1941 року «Поліської Січі», потім УПА-«Поліської Січі», пізніше УПА, яку очолював Тарас Бульба- Боровець — представник в Україні Уряду УНР в екзилі.
Українську повстанську армію створено восени 1942 року. Підрозділи ОУН і УПА-«Поліської Січі», створили спільні збройні загони УПА на Волині і Поліссі для боротьби з нацистами і радянськими партизанами.
Мельниківці також мали свої повстанські загони. До середини 1943 року чисельність всіх мельниківських партизан склала 2-3 тисячі чоловік. Загони ОУН (м) самостійно майже не вели активної збройної діяльності, хоча мали місце зіткнення з радянськими і польськими партизанами. Протягом декількох місяців бандерівці і мельниківці вели переговори про об'єднання зусиль у спільній боротьбі, але вони ні до чого не привели.
Конфлікт між збройними формуваннями УПА під керівництвом Тараса Бульби-Боровця та ОУН(р) Лебідя стався через неузгодження питання про політичний центр керування УПА. Бандерівці вважали, що керівництво повинна здійснювати ОУН(р), а Тарас Бульба-Боровець — Державний центр Української Народної Республіки в екзилі. Група ОУН(р) очолювана Лебедем на початку 1943 року перейменувала свої військові відділи в УПА. Щоб відмежуватися від новоствореної УПА, що здійснювала задуми Миколи Лебедя, 20 липня 1943 року Головна Команда УПА Тараса Бульби-Боровця змінила свою назву і відтоді стала називатися Українською Народною Революційною Армією.
Навесні 1944 року ОУН(м) у Львові заснувала Всеукраїнську Національну Раду, в липні того ж року коло Недільної ОУН(р) заснувала Українську головну визвольну раду.
У 1944 році у вказівках ОУН для військових політвиховників та пропагандистів Української національної революції на осередніх та східних українських землях зазначалося: 
|  | В кожному русі шукати світлих поривчих сторінок національної боротьби, не колупаючись в «помилках» та «анархії». Частинну участь українців у більшовицькій соціяльній революції 1917 р. оцінювати як прагнення українців звільнитися від гніту російських царів, поміщиків, чиновників, поліційного терору, економічного та національного гноблення. Не докоряти учасникам соціяльної революції 1917 р. Навпаки підкреслювати, що сталінська кліка зрадила всі здобутки Революції. Підкреслювати, що українці в громадянській війні прагнули лише звільнитися від російського імперіалізму та німецьких окупантів (таращанці з Боженком, Щорс з богунцями). Пояснювати: колишні українські більшовики розійшлись з російськими більшовиками і виступили проти їх імперіялістичної політики по відношенню до України. Всіх колишніх українських більшовиків червоні імперіялісти знищили. |

У кінці війни Андрій Мельник знову очолив ОУН(м), ОУН(р) продовжувало діяти під керівництвом Проводу на чолі з Романом Шухевичем.
ОУН(м) після війни розвивала консервативну корпоративну ідеологію. Третій Великий Збір 30 серпня 1947 року обмежив владу лідера, зробивши його відповідальним перед Збором, що мав скликатися кожних три роки, та запровадив у програму принципи рівності перед законом, незалежності суду, свободи совісті, слова, преси та політичної опозиції.

### Післявоєнний період
По завершенні Другої світової війни в Європі обидва лідери фракцій ОУН, Бандера і Мельник виявилися в зоні окупації західних союзників, а до кінця 1945 — у сфері інтересів спецслужб західних країн. Суперечка між двома фракціями ОУН продовжувалась у Німеччині відразу після війни: вони боролися за домінувальний вплив у таборах переміщених осіб. ОУН(м) отримала контроль в еміграційній Українській Національній Раді, а ОУН(р) заявило, що не має претензій очолювати українське політичне життя в еміграції, а лише є представником революційного руху в Україні і по цій лінії веде свою діяльність за кордоном. Особливу активність, як і раніше, проявила ОУН (р) в Україні та на Закерзонні. З офіційним початком Холодної війни в 1945 році їх авторитет в емігрантському середовищі, за підтримки розвідок США та Великої Британії, зріс, в той час як чисельність на території України і Польщі зусиллями НКВС, військ СРСР і Польщі зменшилась. 1952 року спроби ОУН(р) налагодити зв'язок із підпіллям зазнала невдачі — з 19 скинутих зв'язкових 18 потрапили в МДБ.
ОУН(м) та її союзники здобули контроль над Українською Національною Радою. ОУН(м) і ОУН(р) мали вирішальний вплив на еміграційну українську громаду. Радянська пропаганда прагнула дискредитувати ОУН(м) та ОУН(р) як нацистських колаборантів та наймитів західних розвідувальних служб. Претендуючи на авангардну роль у боротьбі проти російського імперіалізму, ОУН(р) намагалася стати домінантною силою емігрантського життя.
До 1955 року ОУН(р) взаємодіяла з британською розвідкою, збираючи для неї відомості про становище в СРСР. З 1955 року закордонні частини ОУН співпрацювали з західнонімецькою розвідкою (БНД), з 1957 року з італійською (іт. SISMI).
Після смерті Андрія Мельника у 1964 році, ОУН(м) очолювали Олег Штуль-Жданович, Денис Квітковський (1977–79) та Микола Плав'юк (1981—2012).
Суперництво між «мельниківцями» та «революціонерами» тривалий час розділяло й виснажувало сили еміграційних організацій, що служили їхнім прикриттям. З метою примирення націоналістичних угрупувань різних напрямків Світовий Конгрес Вільних Українців мав пожертвувати принципом більшості голосів і ефективної процедури прийняття рішень.
У 1980 ОУН(р) перебрала контроль над Українським Конгресовим Комітетом Америки. Сила та вплив ОУН(м) і ОУН(р) занепали внаслідок асиміляційного тиску, ідеологічних розходжень із західними ліберально-демократичними цінностями.

## Сучасний етап

Відзнака «Бойовий Хрест ОУН»

Зі здобуттям Україною незалежності, ОУН починає переносити свої структури до Києва та відновлювати організаційну мережу по країні: ОУН(м) під назвою «Організація Українських Націоналістів», а ОУН(р) — під прикриттям партії «Конгрес Українських Націоналістів». Частина старих членів ОУН(р), які діяли в Україні, не погодилися з лідерством представників діаспори і утворили окрему політичну партію — «Організація українських націоналістів в Україні» (ОУНвУ), яка зареєстрована Міністерством юстиції України 17 листопада 1993 р., номер свідоцтва: № 518. Пізніше ОУНвУ офіційно змінила назву на Політична партія «Організація Українських Націоналістів». Однак ця політична партія стала інструментом політтехнологів різних олігархічних угрупувань і остаточно змаргіналізувалася. Відтак на даний час в Україні ОУН діє легально і виключно як громадська організація.
Таким чином, з 1992 року ОУН легалізувалася як громадська організація, фактично при тому зберігши статус понадпартійної центральної формації. ОУН починає розбудову фасадних організацій, таких як: Фундація імені Олега Ольжича, Бібліотека імені Олега Ольжича, Видавництво імені Олени Теліги, ВУЖТ імені Олени Теліги, Об'єднання студіюючої молоді «Зарево», тощо. Офіційний часопис — газети «Українське Слово» (тижневик), «Українське слово. Літаври» (неперіодичний випуск), функціонують сторінки територіальних структур організації в соціальних мережах.
Під час Революції гідності у січні 2014 р. сформувалась 1-а Київська сотня ОУН ім. Євгена Коновальця.
Від серпня 2014 р. до квітня 2015 р. на передовій російсько-української війни перебував Добровольчий батальйон ОУН, створений з ініціативи членів ОУН за підтримки ПУН. Зараз бійці Батальйону ОУН ввійшли окремими підрозділами до Збройних сил України, решта — проводять роботу з військового вишколу по регіонах. Бренд «ОУН» з метою політичної розкрутки пробують активно використовувати різні новітні радикальні організації, зокрема — т. зв. «Добровольчий рух ОУН».
9 квітня 2015 року Верховна Рада України ухвалила закон «Про правовий статус борців за незалежність України» авторства Юрія Шухевича, у якому вказано перелік організацій, які визнаються таким, що боролись за незалежність України, серед них є Організація українських націоналістів та Українська повстанська армія.
16 березня 2017 року Організація українських націоналістів, Всеукраїнське об'єднання «Свобода», «Національний корпус», «Правий сектор», Конгрес українських націоналістів та «С14» підписали "Національний маніфест".

### Бойовий Хрест ОУН
У 2024 році, з нагоди 95-ї річниці заснування ОУН було засновано відзнаку «Бойовий Хрест ОУН», якою будуть нагороджуватися військовослужбовці ЗСУ та інших військових формувань, які беруть (брали) участь у російсько-українській війні, а також особи, які відзначилися активним сприянням Силам оборони України, перебуваючи у зоні бойових дій, або на окупованих територіях.

## Символіка ОУН

Емблема ОУН

Прапор ОУН

До символів ОУН належать емблема, прапор і гімн. Символіка ОУН зареєстрована Міністерством юстиції України, свідоцтво № 41 від 9 лютого 1994 року.
Емблема ОУН — щит синього кольору із стилізованим золотим тризубом з мечем. Затверджена Проводом Українських Націоналістів у 1932 р., автор — Роберт Лісовський. Зареєстрована в Міністерстві юстиції України 1993 р.
Прапор ОУН — синє прямокутне полотнище з емблемою ОУН. Використовувався з 1930-х рр., остаточно затверджений V ВЗУН у 1964 р. 1993 р. зареєстрована Міністерством юстиції України.
Гімн ОУН — «Марш Українських Націоналістів», створений на слова поета Олеся Бабія композитором Остапом Нижанківським[джерело?]. Затверджений Проводом Українських Націоналістів у 1932 р.
У наш час офіційно затвердженою версією гімну є скорочений його варіант гімну, що складається з перших двох і останнього куплету «Маршу..» (рішення XVI ВЗУНу).
Зродились ми великої години
Слова: Олесь Бабій Музика: Остап Нижанківський[джерело?]
Зродились ми великої години,
з пожеж війни і з полум'я вогнів —
плекав нас біль по втраті України,
кормив нас гніт і гнів на ворогів.

І ось ідемо в бою життєвому,
тверді, міцні, незламні мов граніт —
бо плач не дав свободи ще нікому,
а хто борець — той здобуває світ.

Не хочемо ні слави ні заплати —
заплатою нам розкіш боротьби:
солодше нам у бою умирати
як жити в путах, мов німі раби.

Доволі нам руїни і незгоди —
не сміє брат на брата йти у бій.
Під синьо-жовтим прапором свободи
з'єднаєм весь великий нарід свій.

Велику правду для усіх єдину

наш гордий клич народові несе:

«Вітчизні ти будь вірний до загину —

нам Україна вище понад все!»

Веде нас в бій борців упавших слава —
для нас закон найвищий та наказ:
Соборна Українськая Держава —
вільна й міцна, від Сяну по Кавказ.
Аудіо запис Гімн у виконанні ветеранів УПА

## Десять заповідей українського націоналіста (Декалог)
Десять заповідей українського націоналіста, відомі як Декалог, затверджені в якости дійсних XVI ВЗУНом.
Я — Дух одвічної стихії, що зберіг Тебе від татарської потопи й поставив на грані двох світів творити нове життя:
1. Здобудеш Українську Державу, або загинеш у боротьбі за Неї.
2. Не дозволиш нікому плямити слави, ні честі Твоєї Нації.
3. Пам'ятай про великі дні наших Визвольних змагань.
4. Будь гордий з того, що Ти є спадкоємцем боротьби за славу Володимирового Тризуба.
5. Пімсти смерть Великих Лицарів.
6. Про справу не говори, з ким можна, а з ким треба.
7. Не завагаєшся виконати найнебезпечнішого чину, якщо цього вимагатиме добро справи.
8. Ненавистю і безоглядною боротьбою прийматимеш ворогів Твоєї Нації.
9. Ні просьби, ні грозьби, ні тортури, ані смерть не приневолять тебе виявити тайни.
10. Змагатимеш до посилення сили, слави, багатства й простору Української Держави.

## 44 правила українського націоналіста
(Написані кров'ю на стіні польської в'язниці, автором вважається Дмитро Мирон-Орлик). Затверджені в якости дійсних XVI ВЗУНом:
1. Приймай життя як героїчний подвиг і здобувай чин незламної волі та творчої ідеї.
2. Найвищим Твоїм законом і Твоїм бажанням є воля та ідея нації.
3. Будь гідним виконавцем заповітів великих синів Твоєї нації, борись та працюй для великого майбутнього.
4. Твоїм найбільшим добром і Твоєю честю є сила і велич Твоєї Нації.
5. Залізна дисципліна щодо ідеї та Проводу і обов'язок праці є Твоєю чеснотою.
6. Пам'ятай, що Україна покликана до творення нового життя, тому працюй для її могутності та розвитку.
7. Плекай дух волі у творчості, неси всюди ідею Правди України і закріплюй в життя її історичну місію.
8. Твоєю найбільшою любов'ю є Українська Нація, а Твоїми братами — всі члени української національної спільноти.
9. Будь вірний ідеї Нації на життя і смерть і не здайся, хоч би проти Тебе був увесь світ.
10. Красу і радість життя вбачай у невпинному прагненні на вершини духа, ідеї і чину.
11. Могутній Бог княгині Ольги і Володимира Великого жадає від Тебе ні сліз, ні милосердя чи пасивного роздумування, але мужності та активного життя.
12. Знай, що найкраще віддаси Богові шану через Націю та в ім'я Нації чинною любов'ю до України, суворою мораллю борця та творця вільного державного життя.
13. Здобувай знання, що допоможе Тобі опанувати світ і життя, піднести Україну і перемогти ворогів.
14. Будь свідомий того, що Ти є співвідповідальним за долю всієї Нації.
15. Пам'ятай, що найбільшим злочином є шкодити своїй Нації.
16. Твоїми ворогами є вороги Твоєї Нації.
17. З ворогами поступай так, як того вимагає добро і велич Твоєї Нації.
18. Знай, що найкращою ознакою українця є мужній характер і вояцька честь, а охороною України — меч.
19. Постійно пізнавай, удосконалюй себе — здобудеш світ і життя.
20. Знай, що світ і життя — це боротьба, а в боротьбі перемагає той, хто має силу.
21. Тоді ти повноцінна людина, коли перемагаєш себе і світ і постійно прагнеш до вершини.
22. Знай, що в боротьбі перемагає той, хто не заломлюється невдачами, але має відвагу піднятися з упадку і завзято змагає до цілі.
23. Для перемоги треба витривалості й постійного зусилля в діянні й боротьбі.
24. Кожночасно будь готовий на найбільший чин, але при тому не занедбуй щоденної праці.
25. Будь перший у боротьбі і перемагай життя, щоби здобути для Нації вінець перемоги.
26. Живи ризиком, небезпеками і постійним змагом та погорджуй всякою вигодою і спокійним життям філістера.
27. Радо і без нарікань виконуй покладені на Тебе обов'язки, щоби власною працею й наявними вартостями здобути собі право на провідництво.
28. Пам'ятай, що провідництво вимагає постійної праці і великих зусиль.
29. Будь сильний і незламний навіть перед лицем смерті і всяких терпінь.
30. Став гордо чоло небезпекам, а на удари життя відповідай збільшеним зусиллям праці й боротьби.
31. Пам'ятай, що милостиню приймає тільки немічний жебрак, що не може власною працею і власними вартостями здобути право на життя.
32. Не покладайся ні на кого. Будь сам творцем свого життя.
33. Будь скромний і шляхетний, але не знай слабкості і покори.
34. Співчуття з велетнями духа Тебе підносить, а співчуття з підлими і безхарактерними людьми ослаблює, подай братню руку тим, хто бажає, як і Ти, йти до вершин.
35. Не заздри нікому. Приймай те, що здобудеш власною працею і вартістю.
36. Будь товариський. Пов'язуй побратимство духа з ідеєю і зброєю в житті, праці й боротьбі.
37. Пов'язуй тісно своє життя з життям Нації. Віддай Україні свою працю, майно, кров.
38. Гидуй всякою лицемірною облудою і хитрим фальшем, але перед ворогом укривай таємні справи і не дайся заманити себе в наставлені тенета. Для здобуття ворожої тайни вживай навіть підступу.
39. Шануй жінок, що мають стати тобі подругами духа ідеї і чину, але гидуй розгнузданими.
40. Цінуй високо материнство як джерело продовження життя. З Твоєї родини створи оплот чистоти Нації.
41. Люби і опікуйся дітворою, як майбутнім Нації.
42. Плекай фізичні сили, щоби тим видатніше працювати для своєї Нації.
43. Будь точний. Вважай за втрачену частину життя кожну хвилину, що пройшла без діла.
44. Що робиш, роби сумлінно й так, якби воно мало залишитись навічно та стати останнім і найкращим свідоцтвом про Тебе.

## 12 прикмет характеру українського націоналіста
Автор — Осип Мащак
1. Завжди готовий — це значить, що він є вояком Української Революційної Армії. Він бореться на великому всеохоплюючому фронті Української Національної Революції, віддаючи всі свої сили, готовий кожної хвилини віддати і своє життя. Український націоналіст є завжди у повній бойовій готовності.
2. Безкорисливий — це значить, що ідею Українського Націоналізму й службу їй ставить він вище всіх скарбів світу цього. Для Неї він проміняє з радістю можливість спокійного та вигідного життя на тверду долю вояка-борця, теплу хату — на окопи чи тюрму. Щастя шукає і знаходить він у радості боротьби і перемоги на службі Великій Святій Справі. Лише у щасті Української Нації — щастя українського націоналіста. Її воля, слава і могутність — його найбільше бажання.
3. Чесний — це значить, що він ім'я націоналіста носить гідно й ніколи не сплямить його ніяким нечесним вчинком. Він завжди дотримується високих вимог націоналістичної моралі. Мораль опортуністичного світу породжує і плекає бездіяльність, страх, фарисейство та угодовство. Мораль націоналістична — це мораль нового світу, світу чину й боротьби, її засади високі й тверді. Вона є основою чинного і чистого, мов кришталь, характеру українського націоналіста. Лицаря-Революціонера.
4. Дисциплінований — це значить, що він безоглядно підпорядкований і вірний аж до смерті ідеї Українського Націоналізму, Організації Українських Націоналістів і своїм провідникам. Кожний наказ для нього святий. Він знає, що дисципліна — це основа організації сили, а анархія — це руїна. Тому він завжди підтримує авторитет Проводу Української Нації і Організації.
5. Активний та ініціативний — це значить, що він бореться усіма силами, використовуючи всі можливості, кожну хвилину для добра Великої Справи — Української Національної Революції. Він не знає бездіяльності. У нього за думкою і словом іде чин, мов за блискавкою грім. Бо життя — це рух, боротьба, а спокій — це застій і холодна смерть. Кожну ідею, організацію чи людину він оцінює по ділах, а не по словах. Пасивність — це прикмета раба. Пасивності раба протиставляє він творчу ініціативу і напружену активність борця — провідника.
6. Відважний — це значить, що він завжди відважно і безстрашно протиставляється усім перешкодам і небезпекам. Він не знає, що таке страх. Заяча вдача боягуза йому чужа і гидка.
7. Рішучий — це значить, що він кожний наказ і кожну свою постанову виконує рішуче, без вагань. Постановив — зробив.
8. Витривалий — це значить, що він завжди бореться завзято і витривало. Він знає, що без витривалості, доведеної до впертості, немає перемоги.
9. Врівноважений — це значить, що він у всіх випадках життя має повну рівновагу духа. Життя українського націоналіста повне трудів, перешкод і небезпек. Щоб їх перебороти, щоб опанувати становище, зібрати всі сили для удару у відповідне місце, треба насамперед опанувати себе. Тому український націоналіст у підпіллі й у відкритому бою, в окопах і в тюрмі, в тріумфі чи на сходах шибениці, завжди врівноважений, завжди однаково спокійний, гордий і усміхнений. Вміє по-лицарськи перемагати і по-геройськи вмирати.
10. Точний — це значить, що він завжди притримується точності в житті аж до дрібниць.
11. Здоровий — це значить, що він хоче бути здоровим. Він хоче, щоби молоде українське покоління було здорове. Україна потребує сильних і здорових тілом та духом синів. Тому він у міру можливості направляє та поширює руханку і спорт, не нищить свого здоров'я гулящим життям та вживанням трут — не п'є і не курить. В українського націоналіста велика ідея в серці, вогонь революційного духа в грудях.
12. Обережний — це значить що він завжди суворо дотримується усіх засад конспірації.

## Вшанування пам'яті

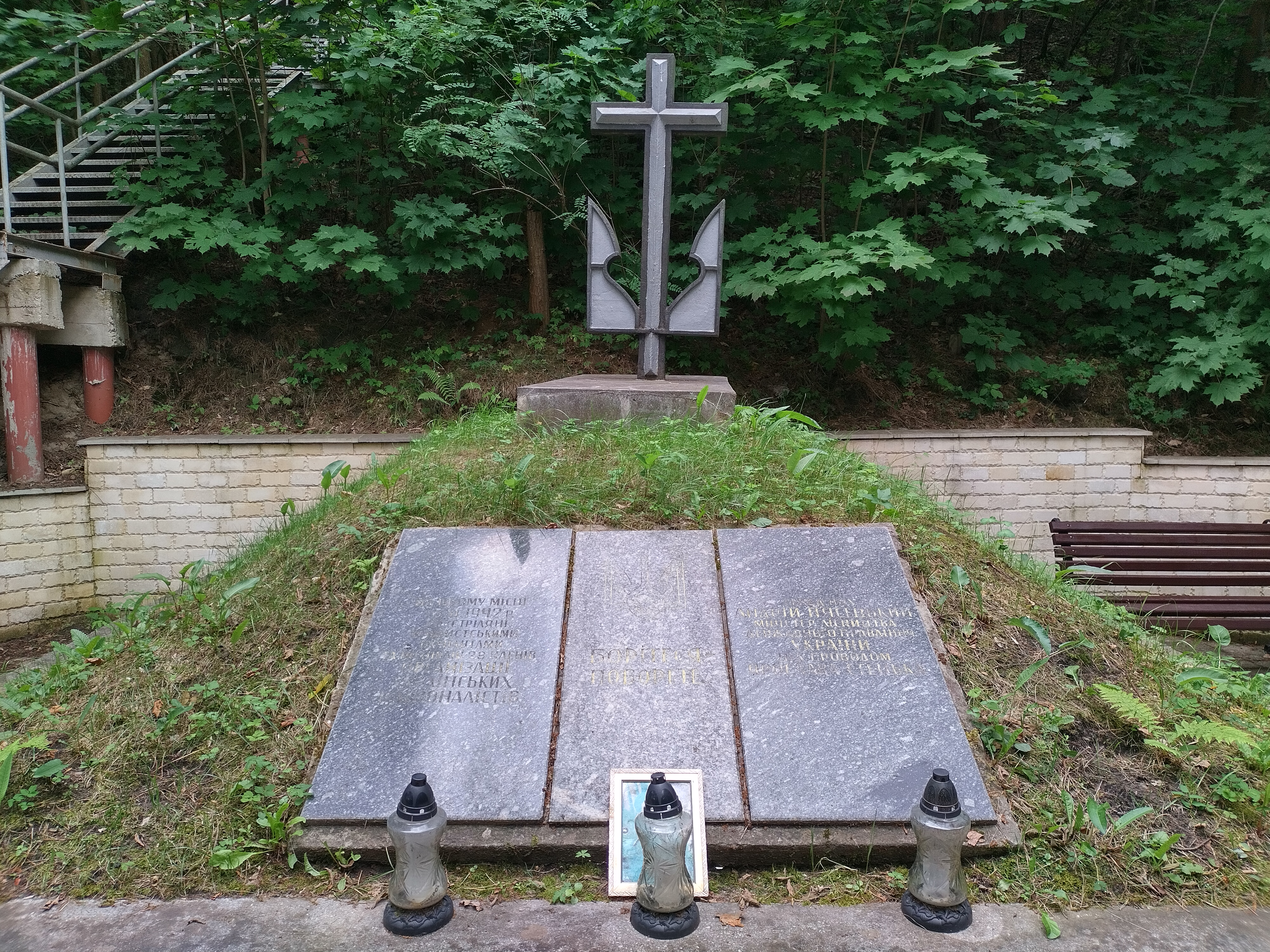
Могила 28 членів ОУН на Янівському цвинтарі у Львові

У місті Первомайськ Миколаївської Області є Провулок Підпільників ОУН. На честь членів ОУН та вояків УПА названі вулиці, провулки, площі та інші об'єкти топоніміки по всій Україні, встановлені пам'ятники та меморіальні дошки.

## Ставлення до християнства
Із постанови П'ятої Конференції ЗЧ ОУН: «ОУН змагається за ідеал християнської України, визнає і захищає християнський світогляд, що від тисячоліття формує українську духовність. Українська націоналістична ідеологія стоїть на позиціях ідеалістичного світогляду і протиставляється всім матеріалістичним напрямкам».
Згідно з Постановами III-го НЗВ ОУН, Провід ОУН на Землях признавав суспільно-корисну роль релігії, проте твердо стояв на становищі, що релігія є особистою справою кожної людини. Провід ОУН на Землях не виступав за і не поборював жодної з існуючих в Україні церков та вважав, що церковні справи мали залишатися самим церквам.